# Методий Димитров
Методий е български духовник, учител и благодетел, деец на късното Българско възраждане в Южна Македония, архимандрит.

## Биография
Роден е през 1848 година в лъгадинското българско село Зарово, тогава в Османската империя, днес Никополи, Гърция със светстоко име Михаил Димитров Воловаров в семейството на Димитър Атанасов и Мария Петрова. Брат е на духовниците отец Петър Димитров (1841 – 1895), архимандрит Константин Димитров, архидякон Иван, служил в София и свещеник Антоний Козлодуйски. Една от четирите му сестри – Варвара, става монахиня. В 1863 година става послушник в Серския манастир, а в 1865 година е замонашен в същия манастир под името Модест. На 7 януари 1866 година митрополит Неофит Серски го ръкополога за йеродякон. След това служи като митрополитски дякон в Мелнишката митрополия при митрополит Прокопий Мелнишки. В 1880 година отива в новооснованото Княжество България да учи в Петропавловската духовна семинария. След Съединението през септември 1885 година постъпва доброволец в Ученическия легион и заминава за Пловдив, където служи като дякон в „Св. св. Кирил и Методий“. При избухването на Сръбско-българската война заминава за София и постъпва в Червения кръст. Завършва семинарията с отличие в 1886 година и постъпва на служба във Видинската епархия при митрополит Антим Видински, който го изпраща като писар и певец в Белоградчик.
В 1897 година напуска Белоградчик и през Сърбия заминава за Македония. На османската граница обаче е задържан като бунтовник и няколко месеца лежи в затворите в Куманово, Скопие и Солун. След освобождаването му се връща в Свободна България и учителства две години в Самоков. На 29 август 1889 година митрополит Константин Врачански го ръкополага за йеромонах и му сменя името на Методий. Свещенодейства шест месеца в Луковитско, а след това е преместен като архиерейски наместник в Рахово. В 1896 година е преместен като енорийски свещеник във Враца. На следната 1897 година заминава за Преображенския манастир, а в 1898 година прави поклонническо пътуване до Божи гроб в Йерусалим. Посещава и Дамаск, Александрия, Кайро и Света гора. В същата година екзарх Йосиф I го назначава за певец и помощник енорийски свещеник при катедралата „Свети Стефан“ в столицата Цариград.
Към 1900 година е архиерейски наместник на екзархийската Сярска епархия.
В 1902 година поради познанието на много езици е назначен за свещеник на I енория във Варна, в която има смесица от народности. В 1907 година митрополит Константин Врачански го кани отново в епархията си и на 13 октомври 1907 година го назначава за игумен на Черепишкия манастир. По време на Балканските войни в 1912 – 1913 година Методий поема грижата за издръжката на няколко десетки македонски български бежански семейства.
Архимандрит Методий умира след 1921 година.

## Дарителство
В 1898 година на път за Йерусалим дарява на Екзархията в Цариград хиляда лева за учредяване на фонд за издръжката на българското училище в Зарово. Екзархията влага парите в облигации от Българския държавен заем и ги депозира в Българската народна банка и до Балканската война от 1912 година лихвите са изпращани ежегодно на заровското училищно настоятелство. След унищожаването на селото през Междусъюзническата война лихвите на даренията се прибавят към капитала, който към 30 април 1920 година е 1349 лева и 8 стотинки.
В 1894 година йеромонах Методий внася в Светия синод 500 лева за учредяване на фонд, от лихвите на който да се издържа един стипендиант в Софийската духовна семинария. През 1916 година и през 1921 година добавя още по 500 лева. Парите са вложени в облигации на Пловдивския градски заем през 1906 година. Приходите се капитализират и през 1917 година Светият синод ги обединява с фонда на Методий за заровското училище. Така основният капитал към 1 януари 1926 година е 5448 лева, към 1 януари 1931 година – 7723 лева. Годишният приход достига около 600 лева. В 1934 година този фонд е слят с фондовете, учредени по завещанието на митрополит Методий Охридски и Преспански и тогава става възможно да се отпускат стипендии за Софийската духовна семинария.

## Родословие
|                                       |                                       |                                       |                                       |                                       |                                       |  |  |                                                 |                                                 |                                                 |                                                 | Мария Петрова                                   | Мария Петрова                                   | Мария Петрова | Мария Петрова | Мария Петрова                   | Мария Петрова                   |                                 |                                 | Димитър Атанасов                | Димитър Атанасов                | Димитър Атанасов | Димитър Атанасов | Димитър Атанасов        | Димитър Атанасов        |                         |                         |                         |                         |  |  |                              |                              |                              |                              |                              |                              |  |  |                                |                                |                                |                                |                                |                                |
|                                       |                                       |                                       |                                       |                                       |                                       |  |  |                                                 |                                                 |                                                 |                                                 | Мария Петрова                                   | Мария Петрова                                   | Мария Петрова | Мария Петрова | Мария Петрова                   | Мария Петрова                   |                                 |                                 | Димитър Атанасов                | Димитър Атанасов                | Димитър Атанасов | Димитър Атанасов | Димитър Атанасов        | Димитър Атанасов        |                         |                         |                         |                         |  |  |                              |                              |                              |                              |                              |                              |  |  |                                |                                |                                |                                |                                |                                |
|                                       |                                       |                                       |                                       |                                       |                                       |  |  |                                                 |                                                 |                                                 |                                                 |                                                 |                                                 |               |               |                                 |                                 |                                 |                                 |                                 |                                 |                  |                  |                         |                         |                         |                         |                         |                         |  |  |                              |                              |                              |                              |                              |                              |  |  |                                |                                |                                |                                |                                |                                |
|                                       |                                       |                                       |                                       |                                       |                                       |  |  |                                                 |                                                 |                                                 |                                                 |                                                 |                                                 |               |               |                                 |                                 |                                 |                                 |                                 |                                 |                  |                  |                         |                         |                         |                         |                         |                         |  |  |                              |                              |                              |                              |                              |                              |  |  |                                |                                |                                |                                |                                |                                |
| свещеник Петър Димитров (1841 – 1895) | свещеник Петър Димитров (1841 – 1895) | свещеник Петър Димитров (1841 – 1895) | свещеник Петър Димитров (1841 – 1895) | свещеник Петър Димитров (1841 – 1895) | свещеник Петър Димитров (1841 – 1895) |  |  | архимандрит Методий Димитров (1848 – след 1921) | архимандрит Методий Димитров (1848 – след 1921) | архимандрит Методий Димитров (1848 – след 1921) | архимандрит Методий Димитров (1848 – след 1921) | архимандрит Методий Димитров (1848 – след 1921) | архимандрит Методий Димитров (1848 – след 1921) |               |               | архимандрит Константин Димитров | архимандрит Константин Димитров | архимандрит Константин Димитров | архимандрит Константин Димитров | архимандрит Константин Димитров | архимандрит Константин Димитров |                  |                  | архидякон Иван Димитров | архидякон Иван Димитров | архидякон Иван Димитров | архидякон Иван Димитров | архидякон Иван Димитров | архидякон Иван Димитров |  |  | свещеник Антоний Козлодуйски | свещеник Антоний Козлодуйски | свещеник Антоний Козлодуйски | свещеник Антоний Козлодуйски | свещеник Антоний Козлодуйски | свещеник Антоний Козлодуйски |  |  | монахиня Варвара (1860 – 1932) | монахиня Варвара (1860 – 1932) | монахиня Варвара (1860 – 1932) | монахиня Варвара (1860 – 1932) | монахиня Варвара (1860 – 1932) | монахиня Варвара (1860 – 1932) |